# Zhongguo dizhen lishi ziliao huibian
Zhongguo dizhen lishi ziliao huibian (中国地震历史资料汇编, englisch Chinese earthquake historic information assembly) ist ein den Jahren 1983 bis 1987 von Cai Meibiao und Xie Yushou herausgegebene Sammlung historischer Erdbebendaten in China. Es enthält Berichte über 40.000 Erdbeben, darunter 16.000 Beben, die Verluste verursachten. Die erste verzeichnete Beobachtung stammt aus dem Jahr 2300 v. Chr. Die Listen enthalten Zeit und Ort des Erdbebens, Stärke, Wetterbedingungen und andere damit verbundene Phänomene, Auswirkungen und Regierungsmaßnahmen.
Das Werk ist eine der Grundlagen eines Projektes des State Key Lab of Resources and Environmental Information System (LREIS) des Instituts für Geowissenschaften und Rohstoffe des Institutes für Geographie der Chinesischen Akademie der Wissenschaften unter der Leitung von Professor He Jianbang, das sich mit dem Aufbau einer Datenbank über geschichtlich überlieferte Naturkatastrophen beschäftigt.

## Bibliographische Angaben
- Xie Yushou (谢毓寿), Cai Meibiao (蔡美彪) (Hrsg.): Zhongguo dizhen lishi ziliao huibian. Peking: Kexue chubanshe 1983–1987, 9 Bde.